# 툰자이 샨르
툰자이 샨르(튀르키예어: Tuncay Şanlı, 튀르키예어 발음: [tunˈdʒaj ˈʃanɫɯ], 1982년 1월 16일~)는 튀르키예의 축구 선수, 지도자이다. 5년간 페네르바흐체에서 뛰었으나, 2008-09 시즌 전에 계약이 만료됨으로써 프리미어리그의 중위권 클럽인 미들즈브러로 이적했고, 2009-10 시즌에는 팀의 강등으로 결국 스토크 시티로 이적하였다.
툰자이 샨르는 다양한 포지션을 소화할 수 있는 선수이기도 하다. 좌우 윙과 공격형 미드필더(이하 미드필더 영역)는 물론 최전방 공격수의 역할도 소화할 수 있다. 그는 입단 초기에는 주로 최전방 공격수로 뛰었으나, 그가 가장 두각을 나타내는 영역은 좌측 윙이다. 게다가 그는 탁월한 스피드와 드리블, 슈팅 능력, 폭넓은 활동량을 겸비하고 있다. 그러나 그는 골문 앞에서의 집중력이 부족하다는 비판을 종종 듣기도 하며, 게다가 축구 선수에게는 별로 좋지 못한, 매 경기 기복이 심하다는 단점이 있다. 그럼에도 그는 페네르바흐체에서 뛰는 기간 동안 154경기에 출전, 59골을 기록한, 충분한 득점력을 갖춘 선수로 인정받고 있다.

## 클럽 경력
툰자이 샨르는 어릴 적 특별히 유소년 클럽에서 활약한 적이 없고, 17세 때 지역 팀인 사카리아스포르에 입단하게 된다. 그 후 2년간의 맹활약에 힘입어 2002년 튀르키예 리그의 3대 명문 팀 중 하나라고 일컬어지는 페네르바흐체에 입단하게 된다. 페네르바흐체에 입단한 이후에도 그는 인상적인 활약을 펼쳤다. 팀의 리그 우승의 견인차 역할을 톡톡히 담당했으며, 특히 그는 2004년 12월에 맨체스터 유나이티드전에서 해트트릭을 기록하며, 그의 이름을 축구계에 널리 알기게 된다. 이러한 그의 활약은 그를 국가대표팀에 정기적으로 뽑히게 하는 데 큰 일조를 하였다.
한편, 그는 페네르바흐체에서 초반 물의를 일으키기도 하였다. 워낙에 기복이 심하고 감정적이어서, 2005년에는 심판에게 욕을 하고 퇴장을 당한 일도 있었고 이후 그는 징계를 받았다. 또 2006년에는 같은 이스탄불을 연고로 하는 갈라타사라이와의 더비전에서 페네르바흐체 서포터들과 함께 갈라타사라이 팀을 모욕하는 구호를 외쳐서 튀르키예 축구 연맹이 그에게 징계를 내렸다. 또한 이 일로 갈라타사라이 서포터들이 그에게 위협을 가하기도 하였다. 그러나 이러한 일들에도 불구하고, 그는 다른 젊은 축구 선수들에 비해 절제력이 뛰어나서 유명 선수임에도 불구하고 스캔들이 발생하지 않는 선수로도 잘 알려져 있다.
2007년 6월, 툰자이는 미들즈브러 FC 관계자들과 만난 뒤 이적설에 휩싸였다. 2007년 6월 13일에 미들즈브러는 툰자이와 개인적인 조항에 대해 합의하였고 이적 상황은 메디컬 테스트 단계에 있다고 밝혔다. 툰자이는 2007년 6월 18일 메디컬 테스트를 받으러 미들즈브러를 방문했고, 6월 22일 테스트에 통과하여 이적료 없이 미들즈브러로 이적하였다. 툰자이는 4년간 총액 약 8백만 파운드에 계약했다. 이브닝 가제트의 크리스 코베인은 “툰자이가 오면 마크 비두카의 이적에 대한 비난이 사라질 것”이라 말했다. 그리고 그의 이적은 그해 7월 4일 취업 허가가 발급됨으로써 완료되었다.
그해 7월 12일에 툰자이는 이브닝 가제트와의 인터뷰를 가졌고 곧 다가올 시즌에 대한 그의 포부에 대하여 이야기했다. 그는 다음과 같이 말했다. “내 목표는 언젠가 유럽에서 플레이하는 것이었고 이전 시즌부터 그것에 대해 생각해 왔다. 프리미어리그에서 뛰는 것 또한 내게 아주 중요한 일이고, 그것 역시 이루어지려 하고 있다. 하지만 나는 미들즈브러를 유럽 내 클럽 대회 본선으로 진출시키는 것이 목표다.”
7월 14일에는 그는 보로 셔츠를 입은 채로 중립 장소인 오스트리아에서 독일 팀인 샬케 04를 상대로 데뷔하였다. 그는 전반전을 뛰었고 하프 타임에 교체되었다. 그 게임은 보로가 3:0으로 패하며 끝났다.
툰자이와 미들즈브러는 오스트리아의 트레이닝 캠프에서 헤르타 베를린을 상대로 경기를 가졌고, 그 경기는 1:1로 비기며 끝났다.
8월 11일, 대망의 2007-08 시즌 프리미어리그 개막전에 툰자이는 우측 윙으로 선발 출장하였다. 그가 선발 출장한 이 경기는 전반전까지만 해도 동료 스튜어트 다우닝의 프리킥이 골로 연결되며 1:0으로 블랙번 로버스를 압도했다. 그러나 툰자이처럼 이번 시즌에 프리미어리그로 이적을 해온 블랙번 로버스의 로케 산타 크루스에게 동점골을, 맷 더비셔에게 또 골을 허용하며 2:1로 역전당하는 상황이 발생하자, 그는 후반 39분 교체되었다. 그리고 결국 이 경기의 결과는 그대로 끝까지 이어진 채 끝나며 미들즈브러는 역전패를 당하고 말았다.
그 후 툰자이는 잦은 부상 등의 악재 등으로 팀에서 이전 튀르키예에 있을 때만큼 활약을 보여주지 못하였고, 시즌이 끝난 뒤 팀이 강등당하자, 2009년 8월 28일 스토크 시티로 이적하였다.

## 국가대표팀 경력
2003년 튀르키예 국가대표팀에 처음 발탁되어, 2003년 FIFA 컨페더레이션스컵에 출전하였다. 이 대회에서 그는 출전한 경기마다 인상적인 활약을 펼쳐 결국 대회의 ‘실버볼’과 ‘실버슈’ 수상을 하는 영광을 얻었다. 이러한 활약으로 아스널의 아르센 웽거 감독이 그에게 관심을 표명하기도 하였다.
또한, 2006년 FIFA 월드컵 유럽 지역 예선 플레이오프에서 스위스를 맞아 해트트릭을 기록하며, 4:2 대승을 거두는 데에 또 한 번 일조했다. 그러나 튀르키예는 이미 플레이오프 1차전에서 스위스에게 2:0으로 진 바가 있다. 이에 따라, 1승 1패에 골득실이 4:4로 동률을 이뤘으나 홈&원정 방식으로 치러지는 플레이오프에서의 원정 다득점에 따라 홈에서 2골을 내준 튀르키예는 월드컵 예선에서 탈락하게 되었다.
그리고 그는 이후 펼쳐진 유로 2008 예선에서도 인상적인 활약을 펼치며 팀을 조 선두로 이끌었다. 특히나 그가 넣은 대 그리스전의 동점골은 이후 다른 선수들의 추가골의 기반이 되어 웬만해서는 이기기 힘들다는 그리스 원정 경기에서 4:1로 승리하는 믿지 못할 결과를 낳는 기폭제 역할을 하였다.

## 수상
- 2003년 FIFA 컨페더레이션스컵 실버 볼 & 실버 슈 수상